# Babí (Dolní Dvořiště)
Babí (německy Bamberg, nesprávně Babín) u Jenína v okrese Český Krumlov je zaniklá vesnice, která byla vysídlena odsunem Němců po druhé světové válce a postupně (počínaje rokem 1952) srovnána se zemí. Dnes je v místě původní vesnice jen rekreační chata, která vznikla přestavbou původní kaple.

## Historie
První zmínky o osadě pocházejí z roku 1262. Místní obyvatelé prováděli robotu ve formě strážné služby (zajišťovalo ji sedm zdejších mužů). V roce 1379 je obec připomínána v rožmberském urbáři jako Villa Pabemberg alias Babye. Roku 1459 si na Babí podle historických pramenů postavil Georgi Vinš statek (ty byly tehdy na Babí čtyři). Z tohoto období pochází i památná lípa. V roce 1921 zde bylo všech 76 obyvatel německé národnosti. V roce 1929 bylo Babí osadou obce Jenín. V letech 1938 až 1945 bylo Babí v důsledku uzavření Mnichovské dohody přičleněno k nacistickému Německu. Po 2. světové válce a odsunu Němců v roce 1946 nebylo Babí pro „vzdálenost od civilizace“ znovu osídlené a vesnice zanikla.
Z vesnice zbyla jen původní cesta (severně z Jenína), zbytky středověkých statků v okolí zarostlé úvozové cesty jižně od rekreační chaty a několik původních stromů, z nichž byly 550 let stará lípa (u zbořeného statku) a 300 let starý klen (u cesty) vyhlášeny za památné.
Na lysině vrchu Babín (814 nebo 815 metrů) uváděl Antonín Bašta kamenný pomník a alpskou vyhlídku.

## Obyvatelstvo
|           | 1869 | 1880 | 1890 | 1900 | 1910 | 1921 | 1930 |
| --------- | ---- | ---- | ---- | ---- | ---- | ---- | ---- |
| Obyvatelé | 88   | 74   | 82   | 90   | 91   | 76   | 84   |
| Domy      | 11   | 12   | 13   | 13   | 14   | 13   | 14   |

## Galerie

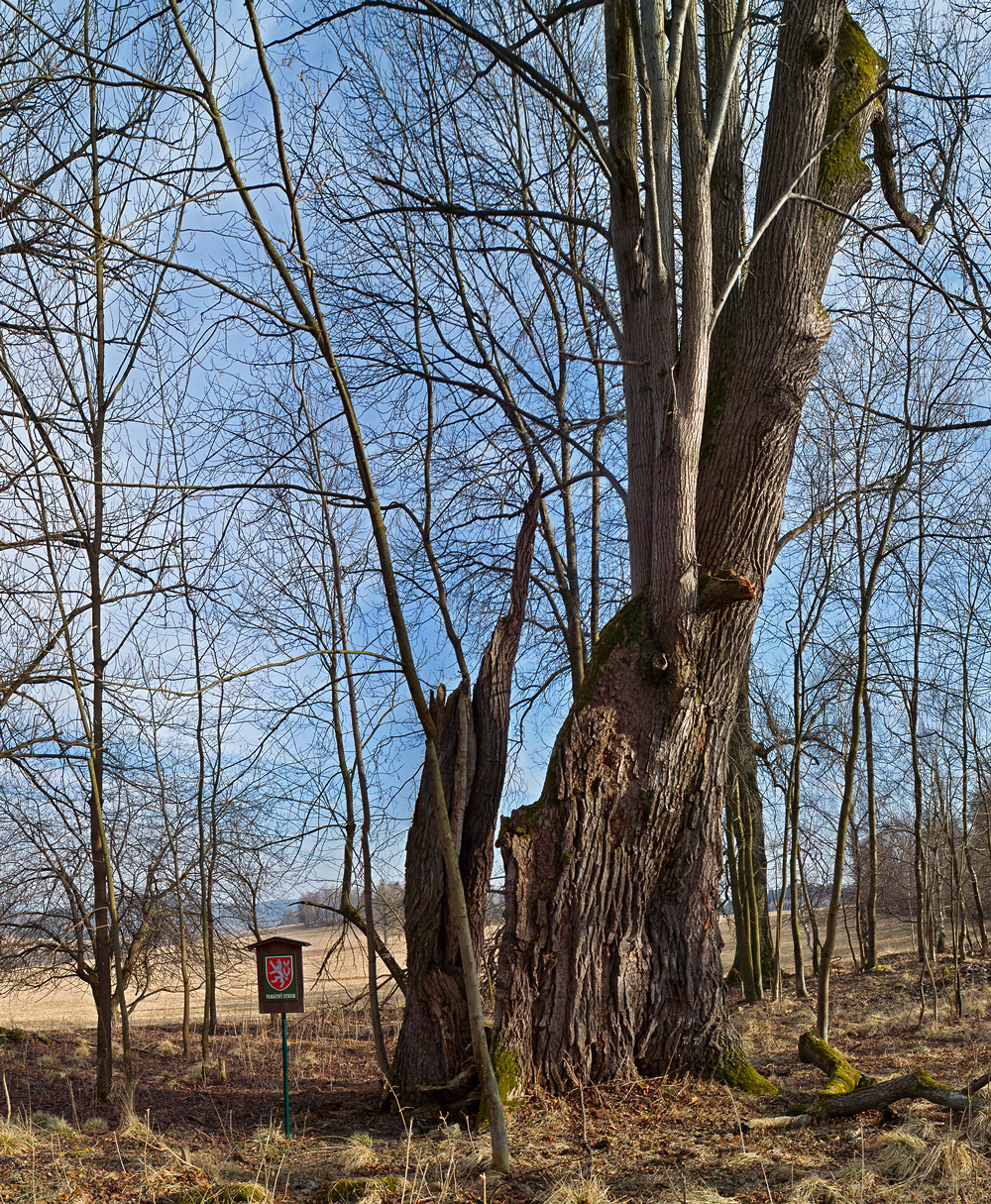
Památná lípa
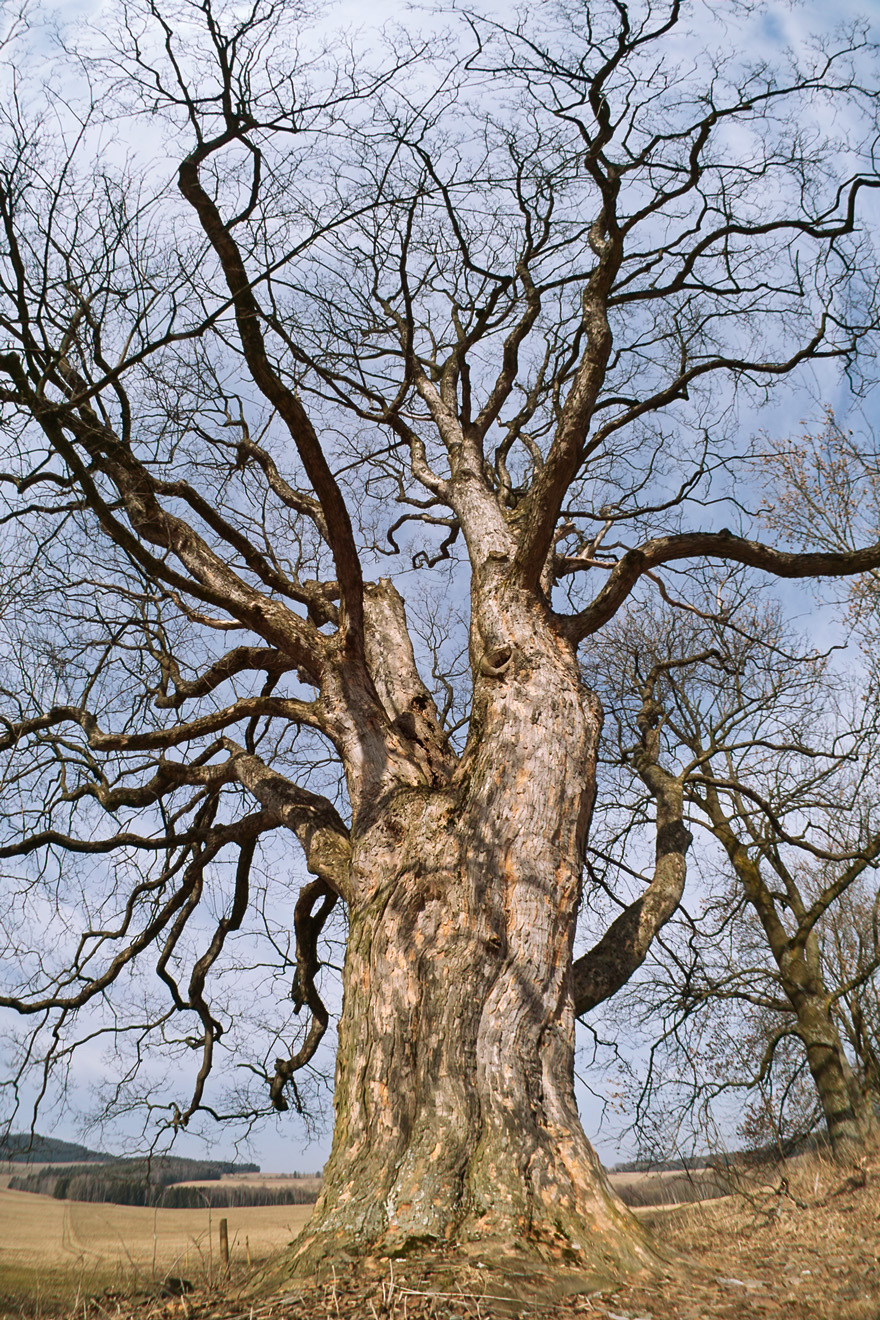
Památný javor
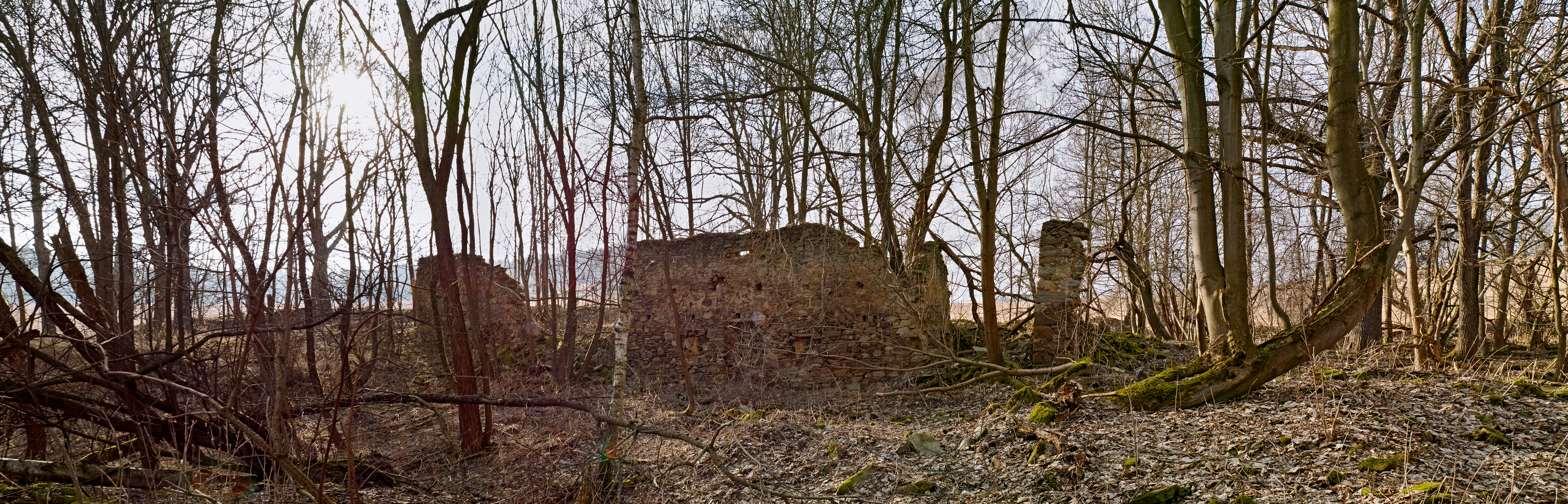
Zbořeniště u staré úvozové cesty